# Виборча кампанія

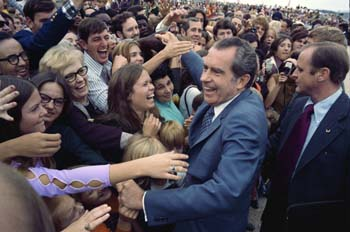
Річард Ніксон під час передвиборчої кампанії в 1972 році

Ви́борча кампа́нія, або інколи передвиборча кампанія — складова виборчого процесу, процес комунікації, діалог між політичною партією, кандидатом чи його представниками, з одного боку, та виборцями, які в день виборів мають право голосувати «за» чи «проти» — з другого. Це дії безпосередніх учасників виборів, що змагаються на виборах сторін (партій, різних суспільних організацій, самих кандидатів).
Виборча (передвиборча) кампанія офіційно починається з дня проголошення акту про призначення виборів (звичайно, це прерогатива держави) і триває до дати виборів. Фактично ж вона робить свої перші кроки задовго до офіційного старту, щойно стає відомо про намір провести вибори. В Україні поряд з терміном "передвиборча кампанія" також активно вживається термін "виборча кампанія".